# Informívoro
Informívoro é um termo utilizado para designar o ser humano que passou por diversos estágios evolutivos, no contexto da era da informação, onde para sobreviver necessita de acesso à informação, como forma de proporcionar energia (alimento) ao corpo. No sentido de que a aprendizagem faz parte da evolução humana e é essencial à sobrevivência da espécie.
Este corpo pode ser biológico (carne e osso) ou biocibernético (bits e bytes). Estudos na área da comunicação sugerem que o corpo virtual só sobrevive em ambientes onde há informação qualificada. Alguns autores já tratam do assunto, como Lucia Santaella, pesquisadora da PUC-SP, em seu livro Corpo e Comunicação.
"Estamos de fato na sociedade da informação. Segundo a feliz expressão de Pylyshyn (1984), nós, seres humanos, somos autênticos informívoros, necessitamos de informação para sobreviver, como necessitamos de alimento, calor ou contato social. Nas ciências da comunicação considera-se que informação é tudo aquilo que reduz a incerteza de um sistema. Nesse sentido, todos nós nos alimentamos de informação que nos permite não apenas prever como também controlar os acontecimentos de nosso meio. Previsão e controle são duas das funções fundamentais da aprendizagem, inclusive nos organismos mais simples (Dickinson, 1980)" (Pozo, Juan Ignácio; Um marco teórico para a nova cultura de aprendizagem: 1996:43).